# Viciline
La viciline est une des principales protéines de réserve des graines de légumineuses. C'est une protéine soluble à structure trimérique du type des globulines, d'une masse moléculaire estimée entre 150 et 190 kD. Elle est composée de polypeptides de 50 kD mais surtout d'un grand nombre de polypeptides de plus petite taille. Chez le pois elle appartient à la fraction 7S qui regroupe les vicilines et convicilines.
Les variétés de pois à graines ridées sont plus riches en vicilines que celles à graines lisses.
Après la floraison il s'agit de la première protéines à être synthétisé. Ce processus commence au bout de 9 à 12 jours. 